# Chikuho Electric Railroad
Chikuho Electric Railroad Co.,Ltd. (筑豊電気鉄道株式会社, Chikuhō Denki Tetsudō Kabushiki-gaisha), également appelée Chikutetsu, est une compagnie de transport de passagers qui exploite une ligne de chemin de fer dans la préfecture de Fukuoka au Japon. Son siège social se trouve dans la ville de Nakama. C'est une filiale de la compagnie Nishitetsu.

## Histoire
La compagnie a été fondée le 15 février 1951. Elle commence l'exploitation de sa ligne le 21 mars 1956.

## Ligne
La compagnie possède une ligne.
| Ligne                           | Nom japonais   | Terminus                         | Longueur (km) | Gares |
| ------------------------------- | -------------- | -------------------------------- | ------------- | ----- |
| Ligne Chikuhō Electric Railroad | 筑豊電気鉄道線 | Kurosaki-Ekimae - Chikuhō-Nōgata | 16,0          | 21    |

## Matériel roulant

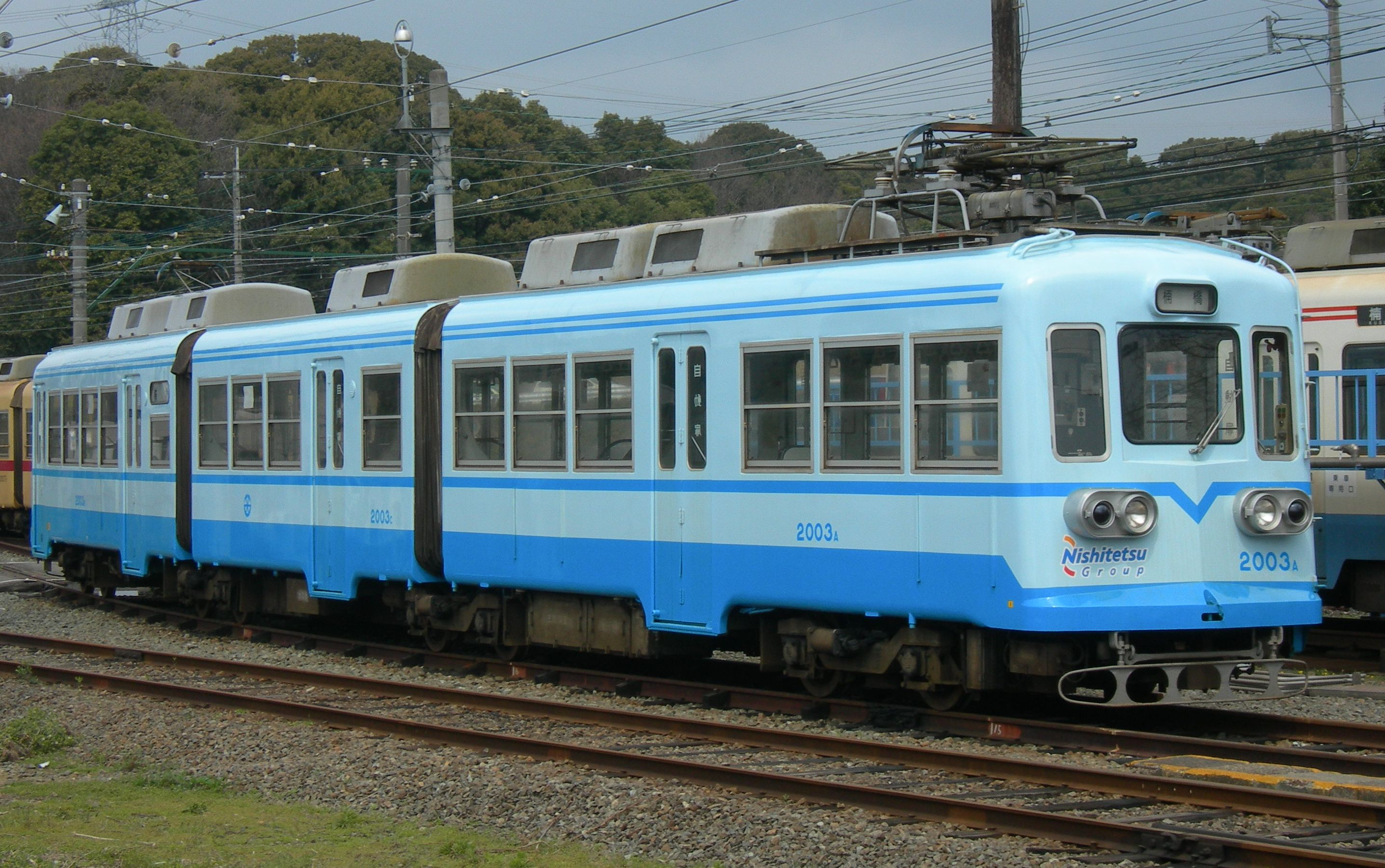
Série 2000
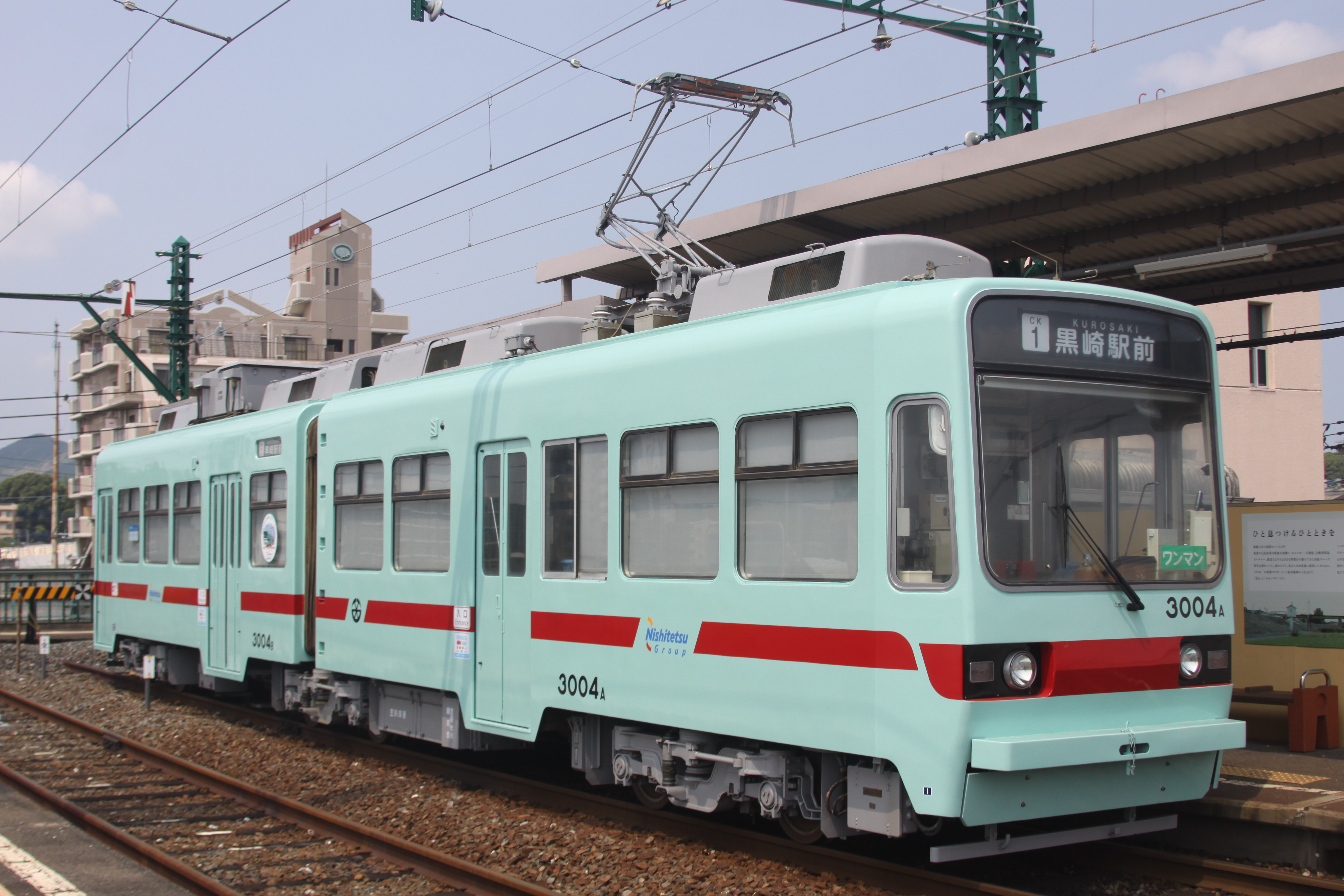
Série 3000
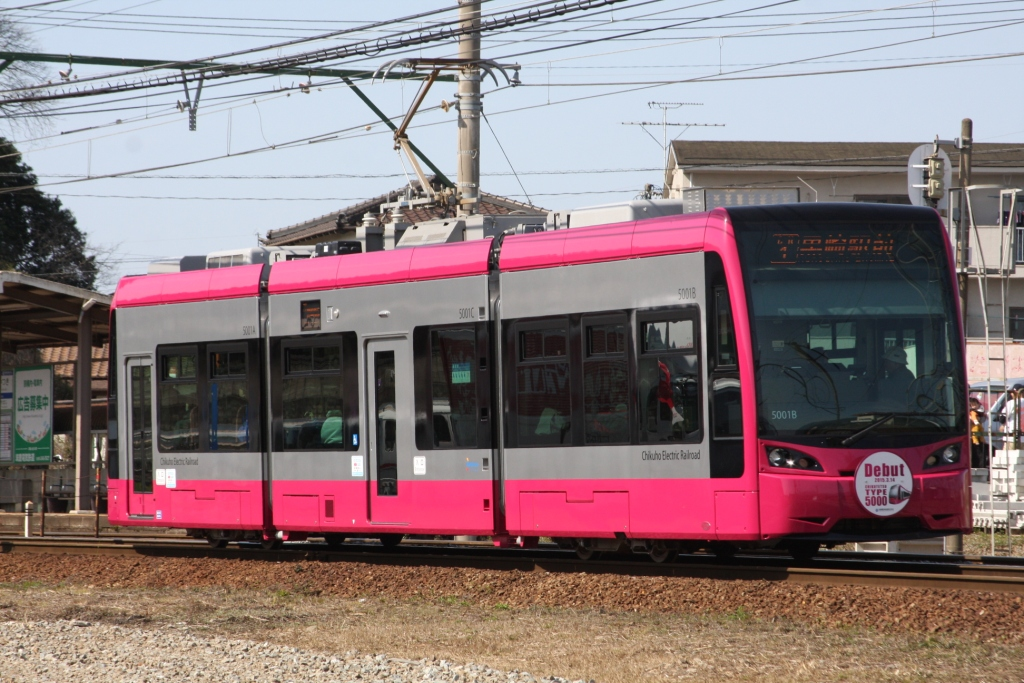
Série 5000